# Sumo Digital
Sumo Digital Ltd. é uma desenvolvedora independente de jogos eletrônicos localizada em Sheffield, Reino Unido. A empresa emprega cerca de 100 pessoas com diversas experiências em desenvolvimento.
Sumo tem licenças para desenvolver jogos em todas as principais platafromas, incluindo Sony PSP, PlayStation 2 e PlayStation 3, Microsoft Xbox e Xbox 360, Nintendo DS e Wii.
Em 17 de agosto de 2007, Sumo Digital foi comprada pela Foundation 9 Entertainment. Porém, a empresa continuará a desenvolver os seus trabalhos independentemente.

## Jogos
| Nome                                    | Platforma(s)                                                                      | Publicadora(s)              | Ano                                                     |
| --------------------------------------- | --------------------------------------------------------------------------------- | --------------------------- | ------------------------------------------------------- |
| England International Football          | Xbox                                                                              | Codemasters                 | 2004                                                    |
| OutRun 2                                | Xbox                                                                              | Sega                        | 2004                                                    |
| TOCA Race Driver 2                      | PlayStation Portable                                                              | Codemasters                 | 2005                                                    |
| Virtua Tennis World Tour                | PlayStation Portable                                                              | Sega                        | 2005                                                    |
| OutRun 2SP                              | PlayStation 2                                                                     | Sega                        | 2006                                                    |
| OutRun 2006: Coast 2 Coast              | PlayStation Portable, PlayStation 2, Microsoft Windows, Xbox                      | Sega                        | 2006                                                    |
| Go! Sudoku                              | PlayStation Portable, PlayStation 3                                               | Sony Online Entertainment   | 2006                                                    |
| TOCA Race Driver 3                      | PlayStation Portable                                                              | Codemasters                 | 2006                                                    |
| Race Driver 2006                        | PlayStation Portable                                                              | Codemasters                 | 2006                                                    |
| Broken Sword: The Angel of Death        | Microsoft Windows                                                                 | THQ                         | 2006                                                    |
| Driver 76                               | PlayStation Portable                                                              | Ubisoft                     | 2007                                                    |
| Super Rub 'a' Dub                       | PlayStation 3                                                                     | Sony Online Entertainment   | 2007                                                    |
| Virtua Tennis 3                         | PlayStation 3, PlayStation Portable, Microsoft Windows, Xbox 360                  | Sega                        | 2007                                                    |
| Sega Superstars Tennis                  | Nintendo DS, PlayStation 2, PlayStation 3, Xbox 360, Wii                          | Sega                        | 2008                                                    |
| New International Track & Field         | Nintendo DS                                                                       | Konami                      | 2008                                                    |
| GTI Club+: Rally Côte d'Azur            | PlayStation 3                                                                     | Konami                      | 2008                                                    |
| OutRun Online Arcade                    | PlayStation 3, Xbox 360                                                           | Sega                        | 2009                                                    |
| Virtua Tennis 2009                      | PlayStation 3, Wii, Microsoft Windows, Xbox 360                                   | Sega                        | 2009                                                    |
| F1 2009                                 | PlayStation Portable, Wii                                                         | Codemasters                 | 2009                                                    |
| Disney's A Christmas Carol              | Nintendo DS, Wii                                                                  | Disney Interactive Studios  | 2009                                                    |
| Sonic & Sega All-Stars Racing           | Arcade, Nintendo DS, PlayStation 3, Wii, Microsoft Windows, Xbox 360              | Sega                        | 2010                                                    |
| Doctor Who: The Adventure Games         | Microsoft Windows, OS X                                                           | BBC                         | 2010–2011                                               |
| Dead Space Ignition                     | PlayStation 3, Xbox 360                                                           | Electronic Arts             | 2010                                                    |
| Hasbro Family Game Night 3              | Xbox 360, PlayStation 3, Wii                                                      | Electronic Arts             | 2010                                                    |
| Split/Second                            | PlayStation Portable                                                              | Disney Interactive          | 2010                                                    |
| Sonic & Sega All-Stars Racing           | iOS, Android, BlackBerry                                                          | Sega                        | 2011                                                    |
| F1 2011                                 | PlayStation Vita, Nintendo 3DS                                                    | Codemasters                 | 2011                                                    |
| Sonic & All-Stars Racing Transformed    | Microsoft Windows, Nintendo 3DS, PlayStation 3, Wii U, PlayStation Vita, Xbox 360 | Sega                        | 2012                                                    |
| Nike+ Kinect Training                   | Xbox 360                                                                          | Microsoft                   | 2012                                                    |
| LittleBigPlanet 2 Cross-Controller Pack | PlayStation 3                                                                     | Sony Computer Entertainment | 2012                                                    |
| Moshi Monsters Katsuma Unleashed        | Nintendo 3DS, Nintendo DS                                                         | Activision                  | 2013                                                    |
| Xbox Fitness                            | Xbox One                                                                          | Microsoft                   | 2013                                                    |
| Sonic & All-Stars Racing Transformed    | iOS, Android                                                                      | Sega                        | 2013                                                    |
| Forza Horizon 2                         | Xbox 360                                                                          | Microsoft Studios           | 2014                                                    |
| Scorched: Combat Racing                 | iOS, Android                                                                      | Rogue Play                  | 2014                                                    |
| LittleBigPlanet 3                       | PlayStation 3, PlayStation 4                                                      | Sony Computer Entertainment | 2014                                                    |
| Forza Horizon 2 Presents Fast & Furious | Xbox 360                                                                          | Microsoft Studios           | 2015                                                    |
| Disney Infinity 3.0                     | Xbox 360, Xbox One, PlayStation 3, PlayStation 4, Wii, Wii U                      | Disney Interactive Studios  | 2015                                                    |
| Sonic Dash 2: Sonic Boom                | iOS, Android                                                                      | Sega                        | 2015                                                    |
| Forza Motorsport 6: Apex                | Microsoft Windows                                                                 | Microsoft Studios           | 2016                                                    |
| Forza Horizon 3                         | Xbox One, Microsoft Windows                                                       | Microsoft Studios           | 2016                                                    |
| Hitman (Colorado Episode)               | Microsoft Windows, PlayStation 4, Xbox One                                        | Square Enix                 | 2017                                                    |
| Snake Pass                              | Microsoft Windows, PlayStation 4, Xbox One, Nintendo Switch                       | Sumo Digital                | 2017                                                    |
| Crackdown 3                             | Xbox One                                                                          | Xbox Game Studios           | 2019                                                    |
| Team Sonic Racing                       | Microsoft Windows, PlayStation 4, Xbox One, Nintendo Switch                       | Sega                        | 2019                                                    |
| Dead Island 2                           | Microsoft Windows, PlayStation 4, Xbox One                                        | Deep Silver                 | Build cancelada, jogo finalizado pela Dambuster Studios |
| Project Nova                            | Microsoft Windows                                                                 | CCP Games                   | Cancelado                                               |